# زندگی وارونه (فیلم ۲۰۲۲)
زندگی وارونه (به انگلیسی: Life Upside Down) یک فیلم کمدی رمانتیک آمریکایی محصول سال ۲۰۲۲ به کارگردانی و نویسندگی سیسیلیا مینیوکی با بازی باب ادنکیرک، دنی هوستون، رادا میشل و رزی فلنر است.
این فیلم که از راه دور در ماه‌های اولیه همه‌گیری کووید ۱۹ در سال ۲۰۲۰ فیلمبرداری شد، اولین بار در هفتاد و نهمین جشنواره فیلم ونیز در تاریخ ۱ سپتامبر ۲۰۲۲ به نمایش درآمد. در ۲۷ ژانویه ۲۰۲۳ در سالن‌های محدود و ویدیوی درخواستی اکران شد.

## داستان
در مارس ۲۰۲۰، در طول قرنطینه‌های ویروس کرونا، سه زوج از زندگی اجتماعی خود حذف می‌شوند. آنها اکنون در خانه‌های خود در لس آنجلس گیر افتاده‌اند و مجبورند تمام روز و شب را با دیگری سپری کنند.

## ساخت
این فیلم در طول همه‌گیری کووید ۱۹ از راه دور از طریق زوم در ماه مه و ژوئن ۲۰۲۰ در لس آنجلس فیلمبرداری شد.

## گیشه
این فیلم در آخر هفته افتتاحیه‌اش ۲. ۴۱۹ دلار در ۲۷ سینما فروخت. در ایالات متحده و کانادا در مجموع فروش به ۴٫۴۶۷ دلار رسید.

## بازخوردها
- در وب‌سایت جمع‌آوری نقد راتن تومیتوز از رای ۱۹ منتقد، دارای امتیاز ۴٫۴ از ۱۰ است.
- در متاکریتیک که از میانگین وزنی استفاده می‌کند، بر اساس ۸ منتقد، امتیاز ۳۷ از ۱۰۰ را به فیلم اختصاص داده است که نشان دهنده نقدهای «عموماً نامطلوب» است.
- تا ۴ مارس ۲۰۲۵ در ای ام دی بی این فیلم بر اساس رای ۵۸۲ کاربر دارای امتیاز ۴٫۷ از ۱۰ می‌باشد.